# Asociación Internacional de Escuelas Cristianas
La Asociación Internacional de Escuelas Cristianas (inglés:Association of Christian Schools International) o ACSI es una organización internacional cristiana evangélica que reúne a colegios y universidades. Ella es miembro de la Alianza Evangélica Mundial. Está ubicada en Colorado Springs, Estados Unidos y tiene oficinas en cada continente.

## Historia
La organización fue fundada en 1978 por 3 asociaciones estadounidenses de escuelas cristianas evangélicas. Varias escuelas internacionales se han unido a la red. En 2023, tenía 25,000 escuelas en 100 países.

## Gobernanza
La gobernanza de la organización está garantizada por un presidente y presidentes regionales en los 5 miembros de las regiones continentales.

## Afiliaciones
La organización es miembro de la Alianza Evangélica Mundial.

## Controversias
En 2006, la organización demandó a la Universidad de California por discriminación por no reconocer ciertos cursos de ciencias que enseñan creacionismo. En 2008, sin embargo, el caso fue desestimado por un juez federal, diciendo que la universidad podía negarse a reconocer cursos que no cubrieran ciertos temas científicos.